# 엑토르 리알
호세 엑토르 리알 라기아(스페인어: José Héctor Rial Laguía; 1928년 10월 14일, 페르가미노 ~ 1991년 2월 24일, 마드리드 지방 마드리드)는 스페인의 전 축구 선수로, 현역 시절 1954년부터 1961년까지 레알 마드리드에서 공격수로 활약하였다. 그는 레알 마드리드의 유러피언컵 5연패의 주역들 중 하나였다. 그는 아르헨티나, 콜롬비아, 우루과이, 스페인, 프랑스, 그리고 칠레의 프로 리그에서 활약하였다. 그는 아르헨티나 태생이나, 5차례 스페인 국가대표팀 경기에 출전하였다.
리알은 1947년에 아르헨티나 프리메라 디비시온의 산 로렌소에서 프로 무대 신고식을 치렀다. 1949년 7월, 그는 콜롬비아로 건너가 인데펜디엔테 산타 페에서 활동하였다. 콜롬비아에서 2년을 보낸 리알은 우루과이 무대로 이동해 나시오날에서 뛰었는데, 1952년에 우루과이 프리메라 디비시온의 우승 주역이 되었다.
1954년, 리알은 스페인의 거함 레알 마드리드에 입단해 7년을 보내면서 10번의 주요 대회 우승을 거두었다. 그는 스페인 거함 소속으로 보낸 마지막 해에 후보 선수로 활약하다가 칠레의 우니온 에스파뇰라로 5달 동안 임대되었다.
1961년, 리알은 레알 마드리드를 떠나 바르셀로나의 에스파뇰로 이적했지만, 실망스러운 1년을 보냈고, 라 리가에서는 16개 구단 중 13위의 성적에 그쳤다.
리알의 현역 마지막 시즌은 1962-63 시즌으로, 그는 프랑스의 마르세유에서 활약하였는데, 리그 최하위의 성적을 거두고, 시즌 종료와 함께 은퇴했다.

## 수상

### 클럽
나시오날
- 우루과이 프리메라 디비시온: 1952

레알 마드리드
- 유러피언컵: 1955–56, 1956–57, 1957–58, 1958–59, 1959–60
- 인터콘티넨털컵: 1960
- 라 리가: 1954–55, 1956–57, 1957–58, 1960–61

## 경력 통계

### 국가대표팀 득점 기록
| 1.                   | 1955년 5월 18일 | 스페인 마드리드 산티아고 베르나베우 | 잉글랜드 | 1–1 | 무승부 | 친선경기 |
| 2015년 10월 7일 기준 |                 |                                     |          |     |        |          |

## 같이 보기
- 해외 출신 스페인 축구 국가대표팀 선수 목록